# Дивља крушка
Европска дивља крушка (лат. Pyrus pyraster) врста је крушке која припада породици Rosaceae. Сматра се да је ова врста, заједно са кавкаском крушком (Pyrus caucasica) предак данашњих домаћих врста крушака. 

## Опис
Дрво је високо до 20 м са широко-купастом, густо разгранатом крошњом и израженим делом. Може достићи старост и од преко 200 година. У младости, кора стабла је светлосмеђа и глатка, касније постаје плутаста и жутосмеђа, те испуца у уздужним паралелним браздама. Гранчице су трновите, млађи изданци голи или ситно длакави. Ситни пупољци су зашиљени и покривени тамносмеђим љуспама. Листови су сјајне тамнозелене боје, светлијег наличја. Дуги су 2-8 цм, окугласти, јајолики или елиптични, по ободу, некад само при врху, тупо тестерасти. У јесен лишће добија жуту до црвену боју али врло брзо поцрни. У прољеће (у априлу и мају), истовремено са листањем, дешава се и цветање. Цветови се јављају у гроњама са 5-12 цветова, развијени и широки до 3 цм. Чашични листићи троугласти, дуги до 8 мм, а широки до 4 мм. Kрунични листићи бели, елиптични до округласти, дуги до 17 мм. Плодови могу бити округласти или купасти, односно јабучасти или крушколики. Јављају у црвенкастожутој, смеђој до црнкастој боји са одстојећим чашичним листићима. Плод одликује горко-киселкаст укус, доста камених ћелија (брахисклереида) и видљивих лентицела. Зри од августа до октобра. Када омекшају, плодови су јестиви. Поред шећера (6-12%) садрже органске киселине и танинске материје.

## Распрострањеност и станиште
Ареал дивље крушке захвата простор од Атлантског океана (Шпанија, јужна Енглеска) до Каспијског језера, на северу од јужне Данске до Средоземног мора и северне Мале Азије.
У Србији је распрострањена у готово свим храстовим шумама. Честа је на теренима са искрченом шумом јер је поштеђивана као родно дрво. Релативно добро подноси сушу и контрастне температуре које се јављају у нашем појасу храстова. На топлијим планинским нагибима може се наћи и на преко 1000 м. Најбоље расте на свежим, дубоким и плодним земљиштима, где развија јако и дубоко корење са израженом главном жилом.

## Употреба и значај
Дивља крушка се веома често користи као подлога при калемљењу гајених сорти. Дрво дивље крушке је врло корисно за фине столарске радове и одликује се тамноцрвеном бојом, јасним границама года и тврдоћом. Може се користити и у декоративне сврхе.
Ова врста се цени и као медоносна биљка. Пчеле је радо посећују. Мед је ароматичан и веома пријатног укуса. Осим тога што привлачи инсекте, добра је и у исхрани дивљих животиња те је битна за одржање екосистема. Често се користи и за справљање воћних ракија.У митологији се често спомиње као дрво које привлачи змајеве, демоне и вештице.